# Mahmoud Fawzi Abdel-Latif
Mahmoud Fawzi Abdel-Latif (in arabo محمود فوزي عبد الطيف‎?; Il Cairo, 17 febbraio 1965) è un ex cestista egiziano.

## Carriera
Con l'Egitto ha disputato i Campionati mondiali del 1990.